# بيان دائري

في نظرية البيان، مخطط دائرة هو مخطط تكون نقاطه تمثل أوتار في دائرة بحيث ترتبط كل نقطتين في المخطط إذا كان الوترين المقابلين لهما متقاطعين.

## تعقيد الخوارزمية
العديد من المسائل التي تكون بدرجة تعقديد مسألة NP كاملة يكون لها حل في الزمن الخطي على مخطط الدائرة.